# Ernest d'Hoffschmidt
Pour les autres membres de la famille, voir d'Hoffschmidt.
Ernest d'Hoffschmidt, né le 30 juin 1771 à Resteigne (duché de Luxembourg, Pays-Bas autrichiens) et décédé le 6 juin 1818 à Recogne-lez-Noville, était un homme politique et propriétaire terrien Luxembourgeois, membre de la famille d'Hoffschmidt.

## Biographie
Sous l'ancien régime, la famille d'Hoffschmidt était disposait d'un château à Resteigne, dans ce qui était alors le duché de Luxembourg. Ernest d'Hoffschmidt est l'un des 14 enfants d'Henri d'Hoffschmidt et de Louise de Smakers. En 1792, il épouse Marguerite Philippe de Chanly (1770-1837) avec laquelle ils ont six enfants, une fille et cinq fils, dont les plus célèbres sont François d'Hoffschmidt et Constant d'Hoffschmidt, tous deux politiciens belges actifs dans la révolution belge puis après l'indépendance de la Belgique du 4 octobre 1830.
En 1795, lors de la seconde annexion française des États de Belgique, il fuit les Pays-Bas méridionaux et séjourne notamment en Bohême. Après son retour en 1797, il s'installe à Noville, commune dont il devient le maire.

### Carrière politique
Après l'acte final du congrès de Vienne de 1815 qui créé et réunit le Royaume uni des Pays-Bas et le Grand-duché de Luxembourg sous une union personnelle de par leur souverain, Guillaume Ier, Ernest d'Hoffschmidt fait partie des notables qui approuvent la constitution du département des forêts à l'Assemblée des notables, au nom de l'arrondissement de Neufchâteau. Dès le 21 septembre 1815, il siège comme l'un des quatre députés représentant le Luxembourg à la Seconde Chambre des États généraux à La Haye.